# Saut à la perche masculin aux championnats du monde d'athlétisme en salle 2024
Pour un article plus général, voir Championnats du monde d'athlétisme en salle 2024.
Navigation
2022 2025
L'épreuve du saut à la perche masculin des championnats du monde en salle de 2024 se déroule le 2 mars 2024 dans la Emirates Arena de Glasgow, au Royaume-Uni. Le concours se dispute sous la forme d'une finale directe.

## Résultats
| Rang               | Athlète           | Pays        | 5.50 | 5.65 | 5.75 | 5.85 | 5.90 | 5.95 | 6.00 | 6.05 | 6.24 | Résultat | Notes |
| ------------------ | ----------------- | ----------- | ---- | ---- | ---- | ---- | ---- | ---- | ---- | ---- | ---- | -------- | ----- |
| Médaille d'or      | Armand Duplantis  | Suède       | -    | o    | -    | xxo  | -    | xo   | -    | xxo  | xxx  | 6.05     |       |
| Médaille d'argent  | Sam Kendricks     | États-Unis  | o    | o    | o    | o    | o    | xx-  | x    |      |      | 5.90     |       |
| Médaille de bronze | Emmanouíl Karalís | Grèce       | x-   | xo   | xo   | o    | x-   | xx   |      |      |      | 5.85     |       |
| 4                  | Chris Nilsen      | États-Unis  | -    | o    | o    | xxx  |      |      |      |      |      | 5.75     |       |
| 5                  | Kurtis Marschall  | Australie   | xo   | o    | o    | xxx  |      |      |      |      |      | 5.75     |       |
| 6                  | Ben Broeders      | Belgique    | o    | o    | xxx  |      |      |      |      |      |      | 5.65     |       |
| 6                  | Thibaut Collet    | France      | -    | o    | xxx  |      |      |      |      |      |      | 5.65     |       |
| 8                  | Menno Vloon       | Pays-Bas    | x-   | o    | xxx  |      |      |      |      |      |      | 5.65     |       |
| 9                  | Ernest Obiena     | Philippines | -    | xo   | -    | xx-  | x    |      |      |      |      | 5.65     |       |
| 10                 | Ersu Şaşma        | Turquie     | o    | xxx  |      |      |      |      |      |      |      | 5.50     |       |
|                    | Piotr Lisek       | Pologne     | xxx  |      |      |      |      |      |      |      |      | NM       |       |

## Légende
Records et Performances
- AR : Record continental (area record)
- CR : Record des championnats (championship record)
- MR : Record du meeting (meet record)
- NR : Record national (national record)
- OR : Record olympique (olympic record)
- PR : Record paralympique (paralympic record)
- PB : Record personnel (personal best)
- SB : Meilleure performance personnelle de la saison (season's best)
- WL : Meilleure performance mondiale de l'année (world leader)
- WJR : Record du monde junior (world junior record)
- WR : Record du monde (world record)

Circonstances et Conditions
- DNF : N'a pas terminé (did not finish)
- DNS : N'a pas pris le départ (did not start)
- DQ : Disqualification (disqualification)
- NM : Aucun essai valable enregistré (No Mark)
- Q : Qualifié « directement » au prochain tour (ou à la prochaine compétition), lors d'une compétition majeure, grâce au classement ou à la réalisation des minima (automatic qualifier)
- q : Qualifié au prochain tour (ou à la prochaine compétition), lors d'une compétition majeure, grâce au repêchage ou à la réalisation de l'une des meilleures performances parmi celles des « non qualifiés directement » (grâce au meilleur temps ou à la meilleure distance par exemple) (secondary qualifier)